# Cordia clarkei
Cordia clarkei là loài thực vật có hoa trong họ Mồ hôi. Loài này được Brace ex Prain mô tả khoa học đầu tiên năm 1903.